# Spytkowice (Powiat Wadowicki)
Spytkowice ist ein Dorf sowie Sitz der gleichnamigen Landgemeinde im Powiat Wadowicki der Woiwodschaft Kleinpolen in Polen.

## Geographie
Der Ort liegt am rechten Ufer der Weichsel. Die Nachbarorte sind Palczowice im Westen, Miejsce im Norden, Oklesna und Podłęże im Nordosten, Ryczów im Osten, Bachowice im Süden.

## Geschichte
Der Ort wurde im Jahr 1229 erstmals erwähnt, als der Herzog Heinrich I. von Schlesien hier ein Treffen der polnischen Piasten veranstaltete. Der Herzog wurde von Konrad von Masowien während einer kirchlichen Feier in Spytkowice gefangen genommen.
Das Gebiet zwischen den Flüssen Skawa im Westen und Skawinka im Osten wurde im Jahr 1274 von Kleinpolen abgetrennt und ans Herzogtum Oppeln angeschlossen. Das Herzogtum Oppeln wurde 1281 nach dem Tod von Wladislaus I. von Oppeln geteilt. Ab 1290 gehörte das Dorf zum Herzogtum Teschen und seit 1315 zum Herzogtum Auschwitz, ab 1327 unter Lehnsherrschaft des Königreichs Böhmen (der Ort wurde als oppidum Spitkowicz im begleitenden Dokument erwähnt). Seit 1445 gehörte es zum Herzogtum Zator, dieses wurde im Jahr 1494 an Polen verkauft.
Zwischen den Jahren 1488 und 1617 gehörte der Ort der berühmten Familie Myszkowski. Zum Beispiel war im Jahre 1513 der Besitzer Wawrzyniec Myszkowski, der den letzten Herzog von Zator, Johann V., ermordete.
Bei der Ersten Teilung Polens wurde Spytkowice 1772 Teil des neuen Königreichs Galizien und Lodomerien des habsburgischen Kaiserreichs (ab 1804).
1918, nach dem Ende des Ersten Weltkriegs und dem Zusammenbruch der k.u.k. Monarchie, wurde Spytkowice wieder Bestandteil von Polen. Unterbrochen wurde dies nur durch die Besetzung Polens durch die Wehrmacht im Zweiten Weltkrieg.
Von 1975 bis 1998 gehörte Spytkowice zur Woiwodschaft Bielsko-Biała.

## Verkehr
Durch Spytkowice verläuft die Staatsstraße DK 44, die Gliwice durch Oświęcim mit Kraków verbindet. Im westlich außerhalb des Ortes gelegenen Bahnhof Spytkowice kreuzt sich die Bahnstrecke Kraków–Oświęcim mit der Bahnstrecke Trzebinia–Skawce. Näher am Ort liegt der nicht mehr bediente Haltepunkt Spytkowice Kępki an der Strecke Kraków–Oświęcim.

## Sehenswürdigkeiten
- Schloss, die erste Hälfte des 16. Jahrhunderts;
- Kirche, 17. Jahrhundert;

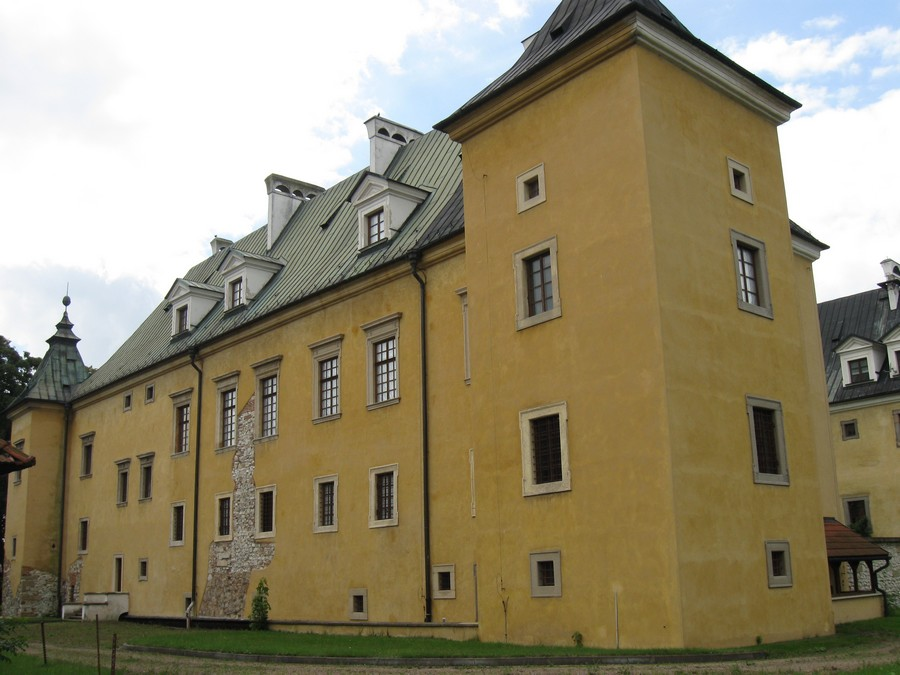
Schloss
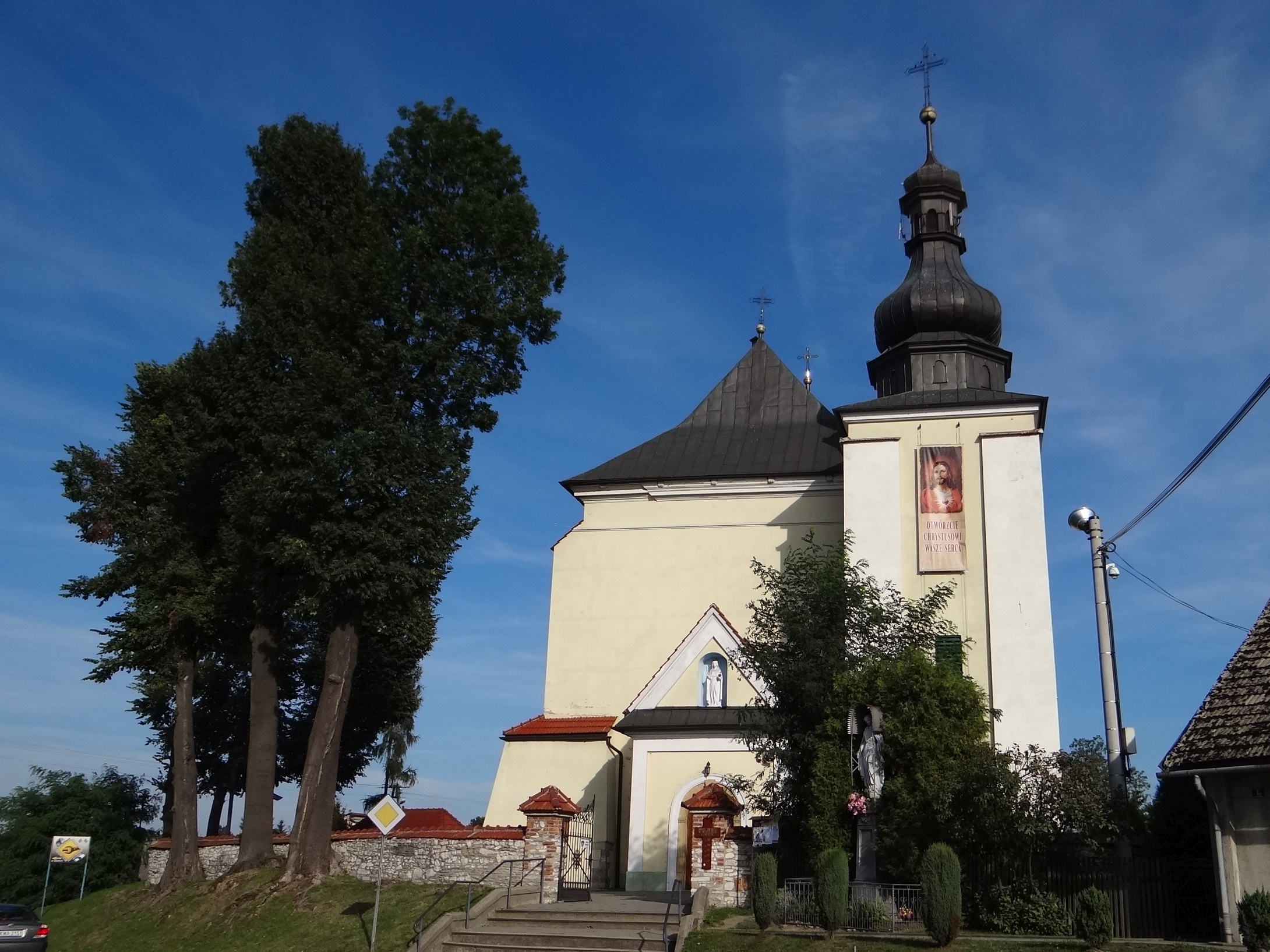
Kirche

## Gemeinde
Zur Landgemeinde (gmina wiejska) Spytkowice gehören folgende sechs Ortsteile mit einem Schulzenamt:
Bachowice, Ryczów, Spytkowice, Miejsce, Lipowa und Półwieś.